# Letheobia episcopus
Letheobia episcopus là một loài rắn trong họ Typhlopidae. Loài này được Franzen & Wallach mô tả khoa học đầu tiên năm 2002.